# Mark Driscoll

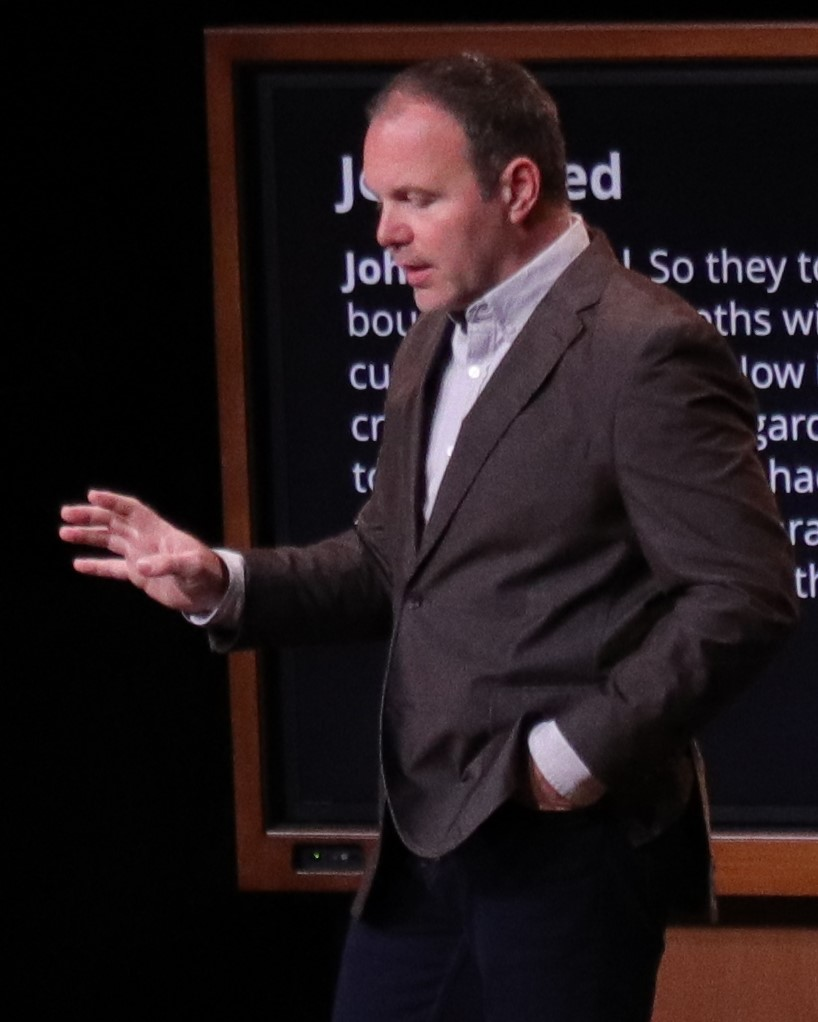
Mark Driscoll, 2017

 Mark Driscoll (* 11. April 1970 in Grand Forks, North Dakota, USA) ist ein US-amerikanischer evangelikaler Theologe, Gemeindegründer der Megachurch Mars Hill Church in Seattle in Washington und der Trinity Church in Scottsdale in Arizona, Vordenker der Emerging Church-Bewegung, Redner und Autor.

## Leben und Wirken
Driscoll wuchs als ältestes Kind einer siebenköpfigen, römisch-katholisch geprägten Familie in einer ärmlichen Gegend von SeaTac im Bundesstaat Washington auf, der Vater war jedoch alkoholkrank. Er besuchte die Highschool in Burien. Mit 19 Jahren wandte er sich unter Einfluss seiner Freundin Grace und deren Vater, der Pastor war, einem evangelikalen Glauben zu. Er studierte Theologie und weitere Fächer am Western Seminary in Portland in Oregon, wo er einen Bachelor in Rhetorik, Kommunikation und Philosophie und später einen Master in biblischer Exegese erhielt. So konnte er seine außergewöhnliche Predigtbegabung entwickeln. Er legte biblische Texte gründlich aus und versuchte sie gleichzeitig mit dem Kontext seiner Zuhörer in Verbindung zu bringen.
Mit Lief Moi und Mike Gunn gründete Driscoll die Mars Hill Church in Seattle in Washington. Am Anfang war es eine Hauskirche in seiner Wohnung, die schnell wuchs, 2014 hat diese Kirche bereits etwa 14.000 Mitglieder an fünfzehn Standorten in fünf US-amerikanischen Bundesstaaten im Westen, und ungefähr 250.000 Personen hörten und sahen regelmäßig seine Predigten auf Podcasts.
Driscoll war auch der Gründer der theologischen Gemeinschaft The Resurgence (deutsch: Die Wiederbelebung), Mitbegründer von Acts 29 Church Planting Network, Churches Helping Churches und der calvinistischen The Gospel Coalition. Er schrieb in der Zeitung Seattle Times die Rubrik Faith and Values (deutsch: Glauben und Werte), in OnFaith und auf der Website von Fox News. Er schrieb insgesamt über hundert Artikel und Bücher, die im englischsprachigen Raum große Beachtung fanden und teilweise auch ins Deutsche und vier weitere Sprachen übersetzt wurden.
Bereits im Frühling 2014 wurden ihm autoritäres Gehabe und missbräuchliches Verhalten von etlichen Mitverantwortlichen seiner Kirche vorgeworfen, und er trat deswegen am 15. Oktober des gleichen Jahres von der Leitung der von ihm mitgegründeten Mars Hill Church zurück. Die Megakirche teilte sich in autonome Einheiten auf, sie schrumpfte zugleich ohne ihre charismatische Leitfigur, und die Hauptkirche in Seattle musste Ende 2014 geschlossen werden.
Mit seiner Familie zog Driscoll dann nach Arizona und gründete 2016 die Trinity Church in Scottsdale bei Phoenix, die nach einigen Jahren nach eigenen Angaben auf bis zu 2.000 Mitglieder angewachsen war. Mit seiner Frau Grace und seiner ältesten Tochter Ashley gründete er Real Faith Ministries (deutsch: Dienst des wirklichen Glaubens).

## Lehre
Driscoll ist durch seine Mutter katholisch-charismatisch geprägt worden. Durch seine Freundin und ihren Vater lernte er einen persönlichen, evangelikal geprägten Glauben kennen. In seiner Ausbildung spielten nebst der Bibel die reformatorischen Schriften von Jean Calvin und Martin Luther eine wichtige Rolle. Für die Verkündigung ließ er sich von den Predigern Charles Spurgeon, Billy Graham, John Stott, Francis Schaeffer, James Innell Packer und John Piper beeinflussen. Er setzte sich intensiv mit geschichtlichen, sozialen und kulturellen Fragen auseinander, um die unterschiedlichen Erfahrungswelten der heutigen Menschen besser zu verstehen. Er erforschte Werte, Ideale, Lebensstile und Trends der Menschen im Westen, um das Evangelium kontextuell angepasst und zugleich klar verkündigen zu können. Das sind wichtige Anliegen einer missionalen Theologie, und er wird teilweise auch der Emerging Church-Bewegung zugerechnet, weil vor allem seine Arbeitsweise den Anliegen dieser Bewegung entspricht. Dabei nutzte er auch schnell die neuen Technologien und Medien, um junge Erwachsene anzusprechen. Seine Zuhörer konnten auch interagieren, um Fragen zu stellen und Themen zu wünschen. Ein immer wieder in seinen Botschaften auftretender Schwerpunkt ist es, Männer zu ermutigen Verantwortung für ihr eigenes Leben und das Leben ihrer Familienangehörigen zu übernehmen, um so Familien und letztlich die Gesellschaft positiv zu beeinflussen.

## Kritik
Driscoll scheint ein rhetorisch äußerst begabter Prediger zu sein, der es versteht, biblische Inhalte gründlich auszulegen und mit der Lebensrealität der Zuhörer zu verbinden. Sein Auftreten ist sehr maskulin, selbstbewusst, überzeugend, zeitgemäß und telegen, so dass viele Personen weltweit seinen Predigten zuhörten. Zugleich scheut er sich nicht, unbequeme Themen anzuschneiden, unpopuläre Meinungen zu vertreten und vulgäre Ausdrücke oder Redewendungen der Popkultur zu verwenden.
Doch mit dem schnellen Wachstum der Mars Hill Church konnte seine Persönlichkeit nicht mithalten, so dass er mit der Führung dieser Kirche überfordert war und zu einem eigenmächtigen, autoritären, tyrannischen, wenn nicht gar missbräuchlichen Führungsstil neigte. Das führte zu unlösbaren Konflikten und Zerwürfnissen mit seinen Mitverantwortlichen, zu Rücktrittsforderungen aus der Kirche und deren Niedergang, und zum Ausschluss aus Act 29 Church Planting Network, einem Gemeindenetzwerk, das er mitgegründet hatte.

## Privates
Mark Driscoll ist verheiratet mit Grace Martin, die er bereits in der Highschool kennenlernte. Sie haben fünf Kinder.

## Schriften (Auswahl)
- mit Jennifer Ashley, Mike Bickle und Mike Howerton: The Relevant Church: A New Vision For Communities of Faith. Relevant Books, 2004, ISBN 0-9746942-4-X.
- The Radical Reformission, Zondervan, Grand Rapids 2004, ISBN 0-310-25659-3.
- Confessions of a Reformission Rev. Zondervan, Grand Rapids 2006, ISBN 0-310-27016-2.
- mit John Piper: The Supremacy of Christ in a Postmodern World, Crossway Books, 2006, ISBN 978-1-58134-922-1.
- mit Robert E. Webber: Listening to the Beliefs of Emerging Churches, Zondervan, Grand Rapids 2007, ISBN 978-0-310-27135-2.
- mit Gerry Breshears: Death by Love: Letters from the Cross, Crossway Books, 2008, ISBN 978-1-4335-0129-6.
  - Der Retter. 12 Lebensgeschichten und die Botschaft vom Kreuz, 2023, ISBN 978-3-939577-09-6.
- On the New Testament, Book You'll Actually Read, Crossway Books, 2008, ISBN 978-1-4335-0134-0.
- On the Old Testament, Book You'll Actually Read, Crossway Books, 2008, ISBN 978-1-4335-0135-7.
- On Church Leadership, Book You'll Actually Read, Crossway Books, 2008, ISBN 978-1-4335-0137-1.
  - Gemeinde leiten. Impulse zu Ältestenschaft, Diakonenamt und Gemeindeorganisation, 2011, ISBN 978-3-939577-04-1
- On Who Is God? Book You'll Actually Read, Crossway Books, 2008. ISBN 978-1-4335-0136-4.
- mit Gerry Breshears: Vintage Jesus: Timeless Answers to Timely Questions, Crossway Books, 2008, ISBN 978-1-58134-975-7.
- Porn-Again Christian: A Frank Discussion on Pornography & Masturbation, 2008.
- mit Gerry Breshears: Vintage Church: Timeless Truths and Timely Methods, Crossway Books, 2009, ISBN 978-1-4335-0130-2.
  - Gemeinde heute. Zeitgemäße Formen für zeitlose Wahrheit, 2014, ISBN 978-3-939577-23-2.
- Religion Saves: And Nine Other Misconceptions, Crossway Books, 2009, ISBN 978-1-4335-0616-1.
- Pastor Dad: Scriptural Insights on Fatherhood, 2009, ISBN 978-1-257-13438-0.
- mit Gerry Breshears: Doctrine: What Christians Should Believe, Crossway Books, 2010, ISBN 978-1-4335-0625-3.
- mit Grace Driscoll: Real Marriage: The Truth About Sex, Friendship, and Life Together, Thomas Nelson, 2012, ISBN 978-1-4002-0383-3.
  - Echt verheiratet. Die Wahrheit über Sex, Freundschaft & das Leben zu Zweit, 2014, ISBN 978-3-939577-22-5.
- Who Do You Think You Are?: Finding Your True Identity in Christ, Thomas Nelson, 2013, ISBN 978-1-4002-0385-7.
- A Call To Resurgence: Will Christianity Have a Funeral or a Future? Tyndale House, 2013, ISBN 978-1-4143-8362-0.
- Spirit-Filled Jesus: Live by His Power, Charisma House, 2018, ISBN 978-1-62999-522-9.
- Christians Might Be Crazy: Answering the Top 7 Objections to Christianity, Charisma House, 2018, ISBN 978-1-942464-66-2.
- Win Your War, Charisma House, 2019, ISBN 978-1-62999-625-7.